# Coelinidea marki
Coelinidea marki är en stekelart som beskrevs av Riegel 1982. Coelinidea marki ingår i släktet Coelinidea och familjen bracksteklar. Inga underarter finns listade i Catalogue of Life.